# Leptotes marina
Leptotes marina is een vlinder uit de familie van de Lycaenidae (kleine pages, vuurvlinders en blauwtjes).
De bovenzijde van de vleugels is blauw soms met een paarse gloed, en donkerder dan de sterk gelijkende Leptotes cassius. Op de onderzijde bevindt zich een patroon van witte en bruine strepen, de bruine banden van de voorvleugel worden niet door wit onderbroden. Op de achtervleugel bevinden zich twee oogvlekken aan de vleugelrand, maar de soort heeft geen staartjes zoals veel andere soorten uit het geslacht.
De soort gebruikt diverse planten uit de vlinderbloemenfamilie als waardplanten. Hij is te vinden van Zuid-Amerika tot het zuiden van de Verenigde Staten.